# Бановичі
Бано́вичі (босн. і хорв. Banovići, серб. Бановићи) — шахтарське місто на північному сході Боснії і Герцеговини, на території Федерації Боснії і Герцеговини, центр однойменної громади в Тузланському кантоні. 
Буре вугілля з Бановичів завдяки своїй якості добре відоме в усій Європі.

## Історія
З побудовою залізничної гілки Брчко—Бановичі в листопаді 1946 містечко сполучилося з головною магістраллю Белград—Загреб, а через Добой — з іншими залізничними лініями Боснії і Герцеговини. Рівнобіжно з будівництвом цієї залізниці у Бановичах розпочалося будівництво сучасного гірничого містечка.